# Успение Богородично (Златоград)
Вижте пояснителната страница за други значения на Успение Богородично.
„Свето Успение Богородично“ е православна църква в българския град Златоград, построена по време на Възраждането през 1834 година. Това е най-ранната църква в Централните Родопи.
Вкопана е близо метър и половина, с наклонен терен, трикорабна, едноапсидна, четирискатна, леко разстлана. На входа има няколко стъпала за слизане. Вътрешното пространство е добре организирано и е очертано с обли колони с капители, където колоните се сключват с аркадата. На иконостаса има ценни икони, като някои от тях са на Захари Зограф. Майсторите зографи не са известни, но личи отпечатъкът на художници, представители на Самоковската и Тревненската школа. Сред иконите е на Св. Богородица Страдаща „Матер Долороса“, представяща образа на Св. Богородица със забит в сърцето нож, олицетворяващ скръбта и мъката по разпнатия Иисус. Дело е на одринския зограф Никола, вероятно от 1856 – 1857 г.
В двора на църквата е запазено килийното училище на Ангел Киряков.